# Lee County (Mississippi)
 Der er flere lokaliteter med dette navn, se Lee County.
Lee County er et county i den amerikanske delstat Mississippi.
34°17′N 88°41′V / 34.29°N 88.68°V